# Stazione di Vallazza-Carbonara di Po
La stazione di Vallazza-Carbonara di Po è una fermata ferroviaria della ferrovia Suzzara-Ferrara.
Serve la frazione Vallazza del comune di Borgocarbonara, in provincia di Mantova.
La gestione delle infrastrutture è di competenza di Ferrovie Emilia Romagna (FER).
La stazione è priva di traffico passeggeri dall'11 dicembre 2022.

## Storia
Venne soppressa il 16 dicembre 1996 e in seguito riattivata.

## Strutture e impianti
La stazione è dotata di un binario.
Il fabbricato viaggiatori è privo della sala d'attesa.

## Movimento
La stazione era servita dai treni regionali di Trenitalia Tper delle relazioni Suzzara-Ferrara e Suzzara-Sermide, nell'ambito del contratto di servizio stipulato con la Regione Emilia-Romagna.
Al novembre 2019 la stazione risultava frequentata da un traffico giornaliero medio di circa 5 persone (2 saliti + 3 discesi).